# Le Corsaire (Ballett)

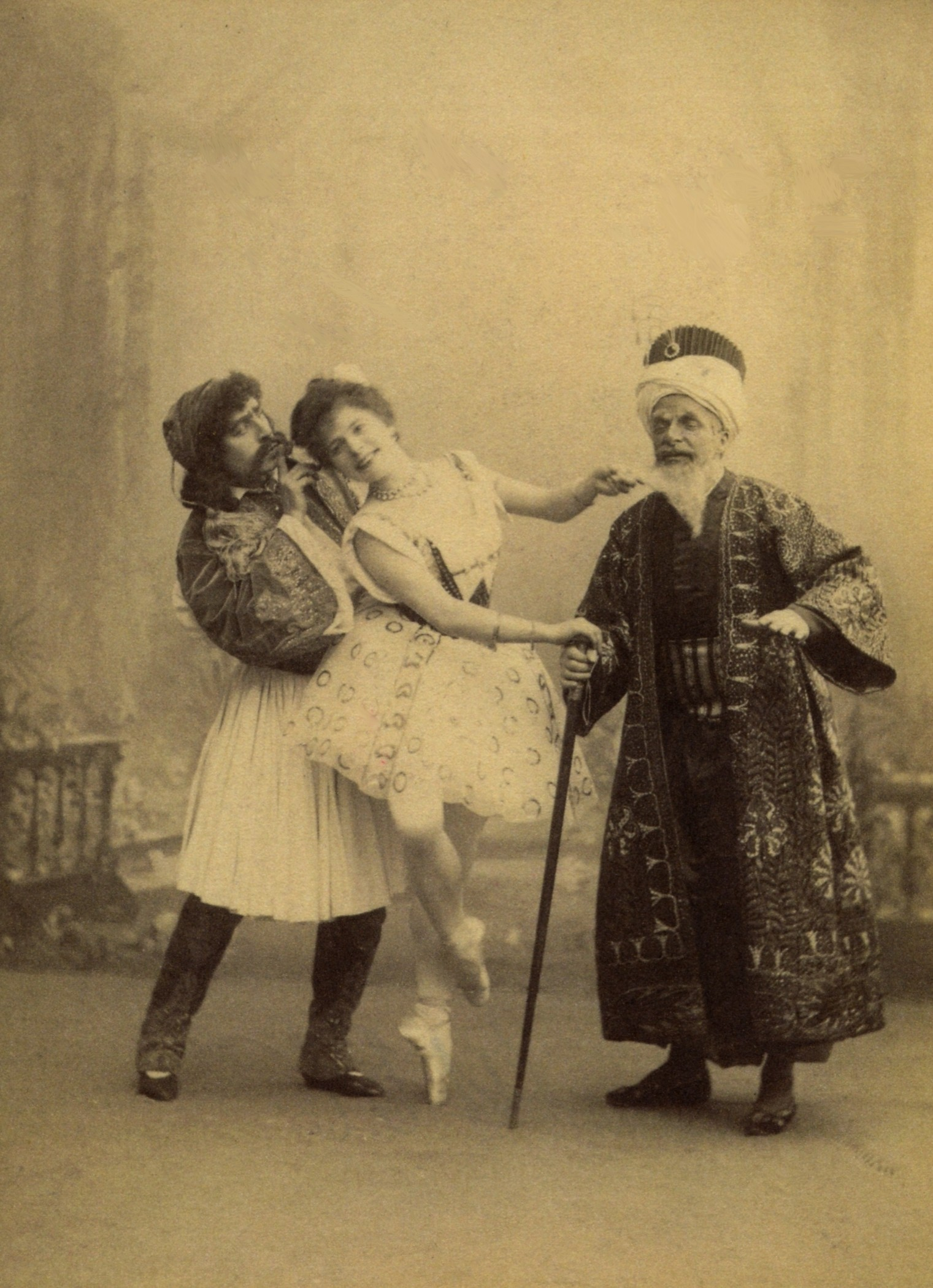
Von links nach rechts: Pavel Gerdt (Konrad), Pierina Legnani (Medora) und Alfred Bekefi (Pascha) in Le Corsaire

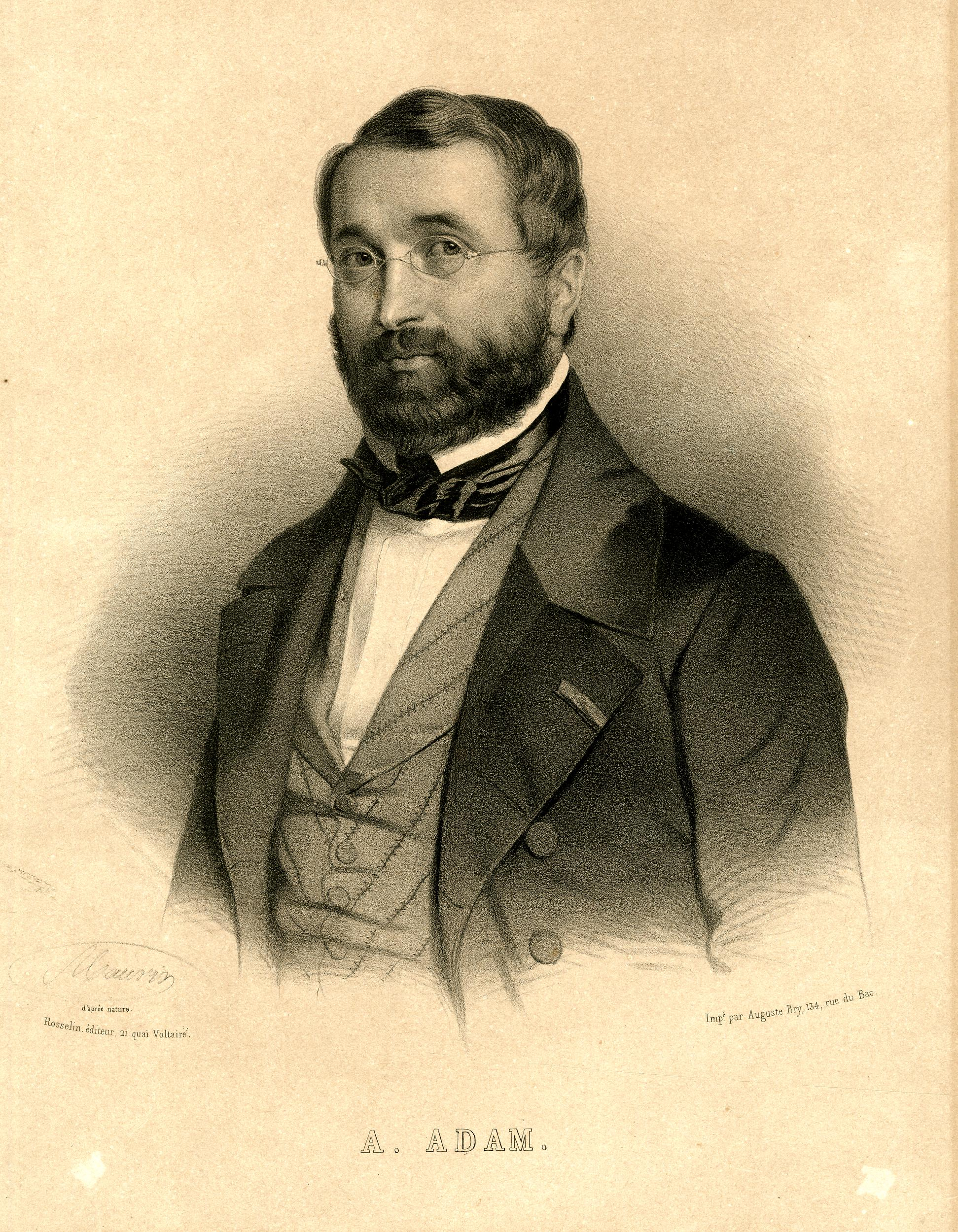
Der Komponist Adolphe Adam, Lithografie von Antoine Maurin l’aîné

Le Corsaire ist ein Ballett, dessen Libretto Jules-Henri Vernoy de Saint-Georges frei nach dem Gedicht The Corsair von George Gordon Byron verfasste. Die Musik komponierte Adolphe Adam zu der ursprünglichen Choreografie von Joseph Mazilier. In der Weltpremiere am 23. Januar 1856 an der Pariser Opéra tanzten Carolina Rosati und Domenico Segarelli in den beiden Hauptrollen.
Das Ballett wurde für spätere Wiederaufnahmen mehrfach mit neuen Einlagen ergänzt, zu denen vornehmlich Léo Delibes, Cesare Pugni und Großherzog Pyotr Georgievich von Oldenburg die Musik schrieben. In Russland präsentierte der berühmte Choreograf Marius Petipa bis zur Jahrhundertwende mehrere Versionen des Balletts, dem er immer wieder neue Teile hinzufügte.
Eine berühmte Einlage, die dem Ballett erst 1915 durch Samuil Andrianov hinzugefügt wurde, ist der Le Corsaire-Pas de Deux, mit Musik von Riccardo Drigo und Baron Boris Fitinhoff-Schell.
Die heutzutage präsentierten Choreografien stammen oder basieren meistens auf Marius Petipas Version des Werks.

## Personen
- Médora, verliebt in Conrad

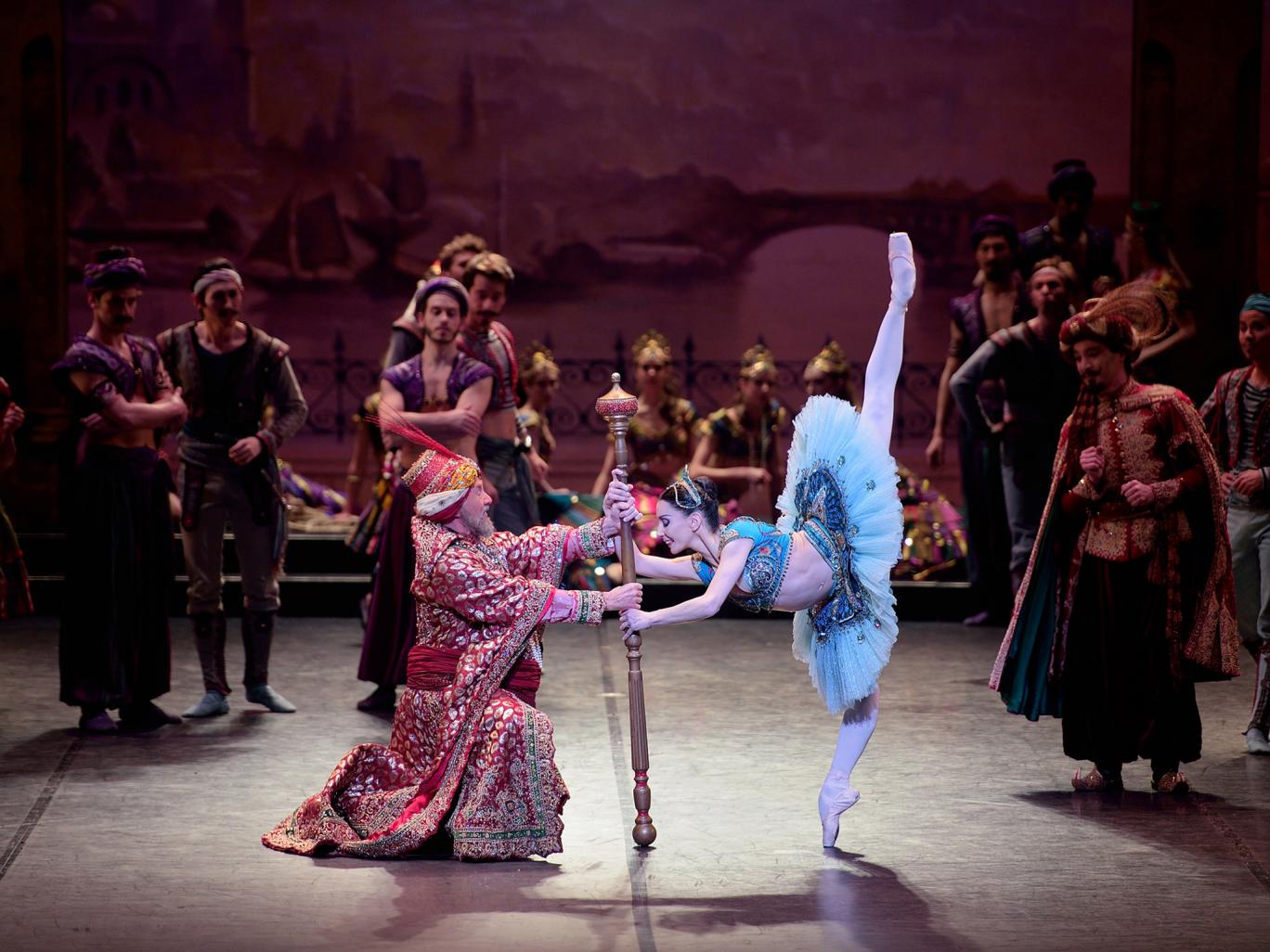
Szene aus Le Corsaire mit Tamara Rojo als Médora

- Conrad, der Korsar, Geliebter von Médora
- Gulnare, verliebt in Seid Pasha
- Isaac Lankedem, Sklavenhändler (Pantomime)
- Seid Pascha (Pantomime)
- Birbanto, einer der Piraten, Gegner von Conrad
- Zulméa
- drei Odalisken

## Handlung
Der Ort der Handlung ist an der Küste des Ionischen Meers zu einer Zeit, als Griechenland von den Türken besetzt war.
Die folgende Inhaltsangabe basiert auf dem Ballett in seiner Originalform und von Petipa. Spätere Änderungen der Handlung, die an manchen Theatern u. a. in Russland üblich sind, werden hier nicht berücksichtigt.

### I. Akt

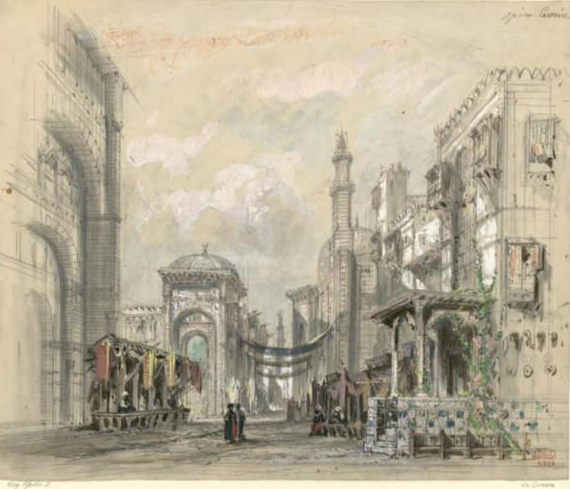
Bühnenbild für Akt I, 1 von Le corsaire, Paris 1856

#### Szene 1
Das Ballett beginnt auf dem Sklavenmarkt von Adrianopel. Mitten in all dem regen Treiben und Tauschhandel taucht der reiche Seid Pascha auf. Der Sklavenhändler Isaac Lankedem präsentiert ihm die 'Früchte' seiner Reisen in fremde Länder, und obwohl er die Schönheit der gefangenen Frauen aus Palästina und Algerien anpreist, hat der Pascha kein Interesse an ihnen. Dann führt Lankedem die hübsche Gulnare vor, die dem Pascha gefällt. Er bezahlt eine großzügige Summe und lässt sie in seinen Harem bringen. Aber Lankedem hat sich seinen größten Triumph für zuletzt aufgehoben; als der Pascha Médora sieht, ist seine Begeisterung noch größer. Aber auch der Korsar Conrad hat sich in Médora verliebt, die seine Gefühle erwidert. Als Lankedem sie dem Pascha verkaufen will, entführen Conrad und seine Männer Médora (mit deren Einverständnis) und andere gefangene Frauen. Bevor die türkischen Wachen eintreffen, nehmen Conrads Männer auch Lankedem gefangen; der Zorn des Paschas über die verlorene neueste Perle seines Harems ist groß.

#### Szene 2: die Höhle der Seeräuber

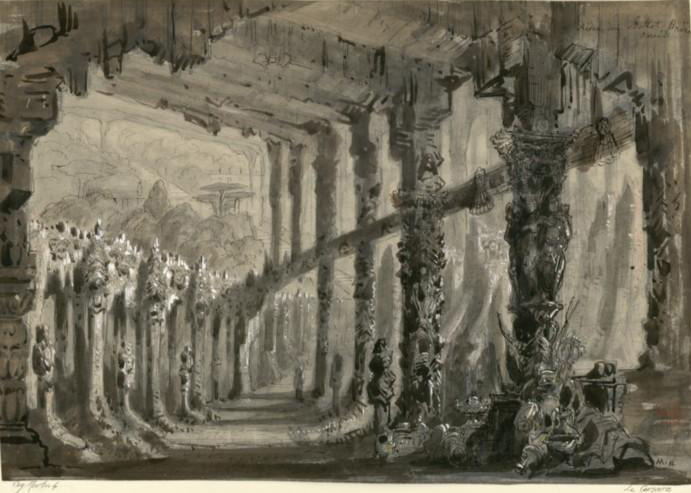
Bühnenbild für die Höhlenszene von Le corsaire, Paris 1856

Conrad und seine Männer kehren in Hochstimmung über ihren Streich zu ihrer Höhle zurück; sie haben nicht nur die Frauen gewonnen, sondern auch Schätze erbeutet. Auf dem Höhepunkt des Festes gestehen Conrad und Médora sich ihre Liebe, und Ali erklärt sich zu Médoras ergebenem Sklaven. Die Frauen bitten Médora, mit Conrad über die Freilassung zu verhandeln. Conrad verspricht ihnen daraufhin die Freiheit, aber Birbanto und seine Freunde protestieren, und es bricht ein Kampf aus. Conrad hält jedoch sein Wort und lässt die Frauen frei.
Der gefangene Lankedem, der Zeuge dieses Konfliktes wurde, macht einen Handel mit Birbanto und seiner Meute. Als Gegenleistung für seine Freiheit verrät er ihnen, dass ein bestimmter Trunk, auf eine Blume geträufelt, sofort tiefen Schlaf hervorruft, und dass dieses Wissen sehr nützlich sein könnte. Conrad und Médora kehren vom Fest zurück und genießen die Gelegenheit, für eine Weile zusammen sein zu können. Birbanto winkt Médora zu sich heran und schlägt ihr vor, Conrad einen Blumenstrauß zu schenken als Zeichen der Dankbarkeit für die Freilassung ihrer Gefährtinnen. Conrad riecht an den Blumen und fällt sofort in tiefen Schlaf. Als eine Gruppe von Seeräubern die ängstliche Médora umzingelt, ergreift Lankedem zum zweiten Mal die Gelegenheit, sie zu entführen. Conrad erwacht und erneut geloben Ali und er Médora zu befreien.

### II. Akt: Seid Paschas Harem

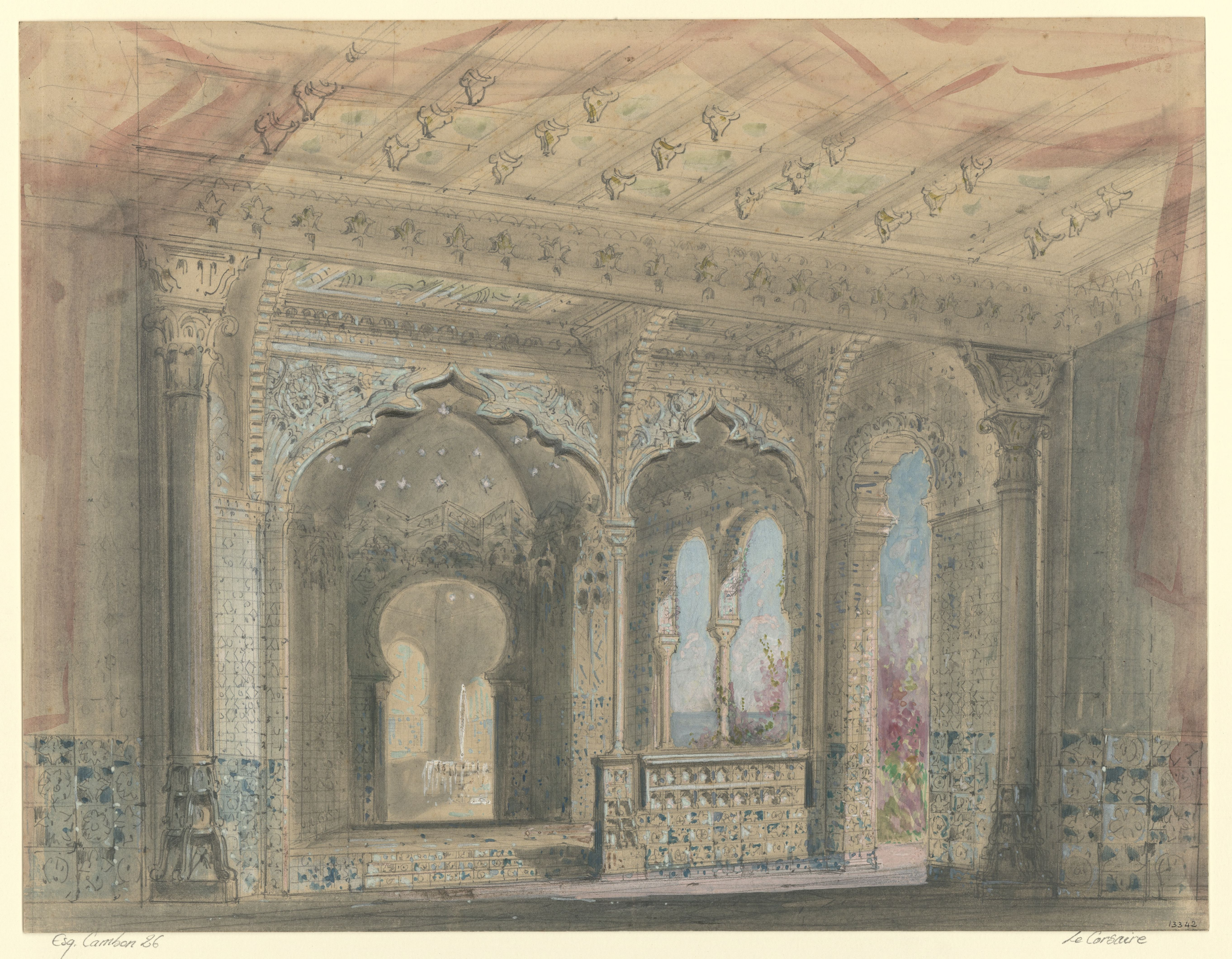
Bühnenbild von Charles-Antoine Cambon für die Haremsszene in Le Corsaire (III, 1), 1856

Gulnare, die von dem Pascha verehrt und bewundert wird, erfreut sich eines guten Lebens, da keine andere Frau von ihm so geschätzt wird. Lankedem bringt drei Odalisken, die den Pascha und seinen Harem mit einem Tanz unterhalten. Dann bringt Lankedem seinen größten Schatz, Médora. Wieder ist der Pascha von ihr fasziniert. Médoras Trauer über die Trennung von Conrad wird durch das Wiedersehen mit Gulnare gelindert. Es kommen mehr Frauen, um Médora und Gulnare im Le Jardin animé Gesellschaft zu leisten. Springbrunnen plätschern und Blüten verwandeln sich in dieser Phantasiesequenz in schöne Frauen. Médora tanzt mit den Blüten, Gulnare und Médora feiern mit den Blumen Grazie, Harmonie und Weiblichkeit.
Der Pascha ist gerade dabei, mit Lankedem das Geschäft (d. h. den Kauf von Médora) endlich abzuschließen, als sich eine mysteriöse Gruppe von Pilgern dem Harem nähert. Die Ankunft der Pilger fällt zusammen mit dem Abendgebet, und deren Führer übernimmt die Leitung. Es ist der verkleidete Conrad mit seinen Männern, die Médora befreien möchten. Der Versuch misslingt jedoch und Conrad wird gefangen genommen.

### Akt III

#### Szene 1
In einem Gemach des Harems macht Seid Pascha Médora einen Antrag, sie zu heiraten. Obwohl sie ihn nicht liebt, sagt sie unter der Bedingung zu, dass Conrad freigelassen wird. Gulnare, die in den Pascha verliebt ist, schlägt Médora einen Trick vor: Sie will sich verschleiert als Médora ausgeben und an deren Stelle selber den Pascha heiraten. Der Plan gelingt und als Conrad freigelassen wird, können er und Médora fliehen.

#### Szene 2
Die beiden Liebenden und die Piraten geraten mit ihrem Schiff in einen Sturm und erleiden Schiffbruch. Conrad und Médora können sich an einen Strand retten und sprechen ein Dankgebet.

## Aufführungsgeschichte
Lord Byrons Poem diente bereits zuvor Giovanni Galzerani als Vorlage zu einem erfolgreichen Ballett Il corsaro, das 1826 an der Mailänder Scala mit Antonia Pallerini (als Gulnara) und Celeste Viganò (als Merania) uraufgeführt wurde.

### Die Urfassung von Mazilier und Adam 1856
Le Corsaire war die letzte Ballettkomposition von Adolphe Adam, der nur wenige Monate nach der Pariser Uraufführung am 23. Januar 1856 verstarb und dessen beinahe klassisch anmutende Musik seinerzeit sehr für ihre Orchestrierung gelobt wurde. Die Rolle des Korsaren Conrad war ursprünglich rein pantomimisch angelegt und wurde erst später tänzerisch ausgebaut. Die Premiere mit der berühmten Carolina Rosati als Medora und Domenico Segarelli als Conrad war ein immenser Erfolg, und Le Corsaire wurde einer der größten Kassenschlager in der Geschichte der Opéra: es erlebte allein im Jahr 1856 43 Vorstellungen. Das war nicht zuletzt auch der spektakulären Bühnenmaschinerie von Victor Sacré zu verdanken, insbesondere der finalen Sturmszene mit dem Untergang des Schiffes. An den Vorbereitungen zu dem Ballett war sogar Kaiserin Eugénie selber beteiligt, die zusammen mit Napoléon III. ungewöhnlicherweise auch die drei ersten Vorstellungen besuchte; der Kaiser besuchte eine vierte Vorstellung genau an dem Abend, als der Komponist Adam verstarb, und ließ die Einnahmen des Abends dessen Witwe zukommen.

### Paris 1867

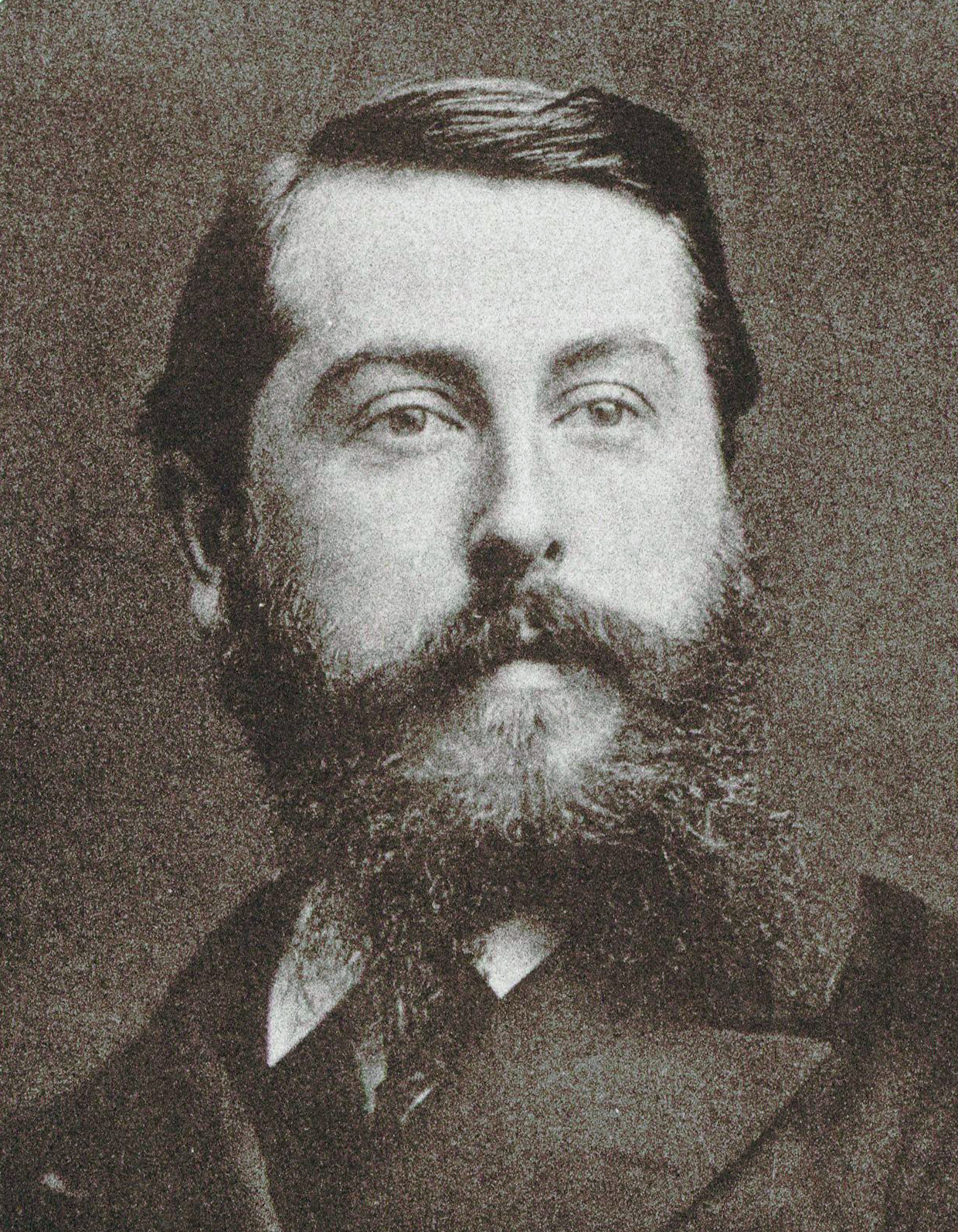
Léo Delibes

Das Ballett wurde für eine Wiederaufführung 1867 von dem inzwischen pensionierten Joseph Mazilier neu einstudiert und vom jungen Léo Delibes mit musikalischen Einlagen ergänzt. Er schrieb für die Szene in der Korsaren-Höhle eine neue Variation für Adele Grantzow, die neue Interpretin der Medora, und vor allem den Pas des fleurs, der die wohl berühmteste musikalische Passage der Oper wurde. Den einleitenden Walzer („Valse de Naïla“) hatte er im Jahr zuvor eigentlich für das Ballet La Source komponiert, wo das Stück aber letztlich nicht verwendet worden war.

### Le Corsairein Russland

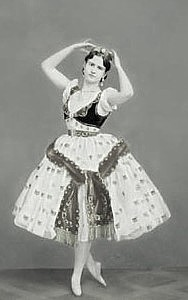
Maria Surovshchikova-Petipa als Médora in Le Corsaire, ca. 1863

Das Ballett gelangte sehr schnell nach Russland und wurde bereits am 24. Januar (O.S. 12. Januar) 1858 am kaiserlichen Bolschoi-Kamenny-Theater in Sankt Petersburg aufgeführt, in einer Einstudierung von Jules Perrot und Marius Petipa, der auch den Conrad tanzte. Die Rolle der Medora übernahm Ekaterina Friedbürg.
Für diese erste Produktion fügte Petipa zwei neue Nummern ein, die später berühmt wurden:

- Einen neuen Pas de deux in der ersten Szene, der als Pas d’esclave („Tanz des Sklaven“) bekannt ist, da er im Original von zwei „Sklaven“ getanzt wurde (heute oft von Gulnare und Isaac Lanquedem getanzt). Die Musik dazu komponierte Großherzog Pyotr Georgievich von Oldenburg.[1] Dieser Pas wurde für eine Aufführung im Jahr 1914 noch durch je eine männliche und eine weibliche Variation erweitert; die Musik dazu wurde aus Riccardo Drigos Musik zu La Vestale entnommen.[1]
- In der Haremsszene baute Petipa einen Walzer aus Adams Originalpartitur zu einem Pas de trois für drei Haremsdamen aus. Dieser ist bekannt als Pas des odalisques („Tanz der Odalisken“) und wurde ursprünglich von Anna Prikhunova und den Zwillingsschwestern Nadezhda und Anastasia Amosova getanzt.[1] Die zusätzliche Musik der Variationen 1 und 2 schrieb der damalige Komponist des kaiserlichen russischen Ballettes Cesare Pugni.[1]

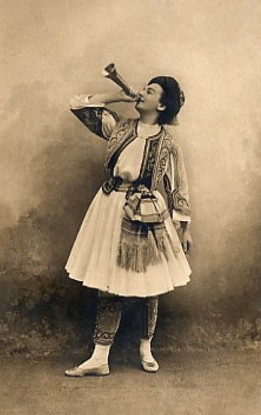
Enrichetta Grimaldi mit Megaphon in Le Petit Corsaire (1901)

Für eine erste Revision des Ballettes, die am 5. Februar (O.S. 24. Januar) 1863 über die Bühne ging, mit Petipas Frau Maria Surovshchikova-Petipa als Médora, Petipa als Conrad und Anna Koschewa als Gulnare, wurde die Partitur wieder durch Cesare Pugni revidiert und ergänzt:
- Die berühmteste Nummer davon ist eine neue Variation für Mme. Petipa in der Höhlenszene, die als Le Petit Corsaire („kleiner Korsar“) bekannt ist, und wo Médora als Korsar verkleidet versucht, Conrad aufzuheitern. Im Original rief sie am Ende sogar durch ein Megaphon einen kurzen scherzhaften Befehl an die Korsaren zum Kentern.[1] Dieser Pas war so beliebt beim Publikum, dass er sogar zu einem der ersten Filmdokumente der Ballettgeschichte wurde, als Alexander Shiryaev zu Beginn des 20. Jahrhunderts seine Frau Natalia Matveyeva beim Tanzen des Petit Corsaire filmte.[1]

Für eine zweite Revision am 6. Februar (O.S. 25. Januar) 1868 mit Adele Grantzow komponierte Pugni weitere Tänze und Petipa ersetzte Adams Grand Pas des Éventails („Großer Fächertanz“) in der Höhlenszene durch einen Pas de six. Dieser wurde jedoch seinerseits im Jahr 1887 durch einen Pas de deux für Enrico Cecchetti als Conrad und Emma Bessone als Médora ausgetauscht. Die Musik dazu komponierte Riccardo Drigo. Mittlerweile war die Rolle des Conrad tänzerisch anspruchsvoll. Auch Drigos Pas de deux von 1887 wurde später entfernt und ausgetauscht, durch einen anderen Pas de deux, der heute zu den bekanntesten Stücken des Ballettes gehört (siehe unten).
Weitere Revisionen nahm Petipa für Aufführungen im Dezember 1880 mit Ewgenia Sokolowa und im Januar 1899 mit Pierina Legnani als Médora, Pavel Gerdt als Conrad und Olga Preobrazhenskaya als Gulnare vor.
- In seinen letzten Revisionen bearbeitete und erweiterte Petipa den Pas des fleurs (Blumentanz) von Delibes und benannte ihn um in Le Jardin Animé („der beseelte Garten“). Es kamen zwei weitere Variationen hinzu, darunter eine mit Harfe für Gulnare (bzw. Médora), deren Musik aus Fürst Ivan Troubetskoys Pygmalion oder Die Statue von Zypern entnommen wurde.[1]

### Erhaltene Original-Choreografien
1894 wurde Petipas Version des Pas des fleurs oder Le Jardin Animé aufgeschrieben. Das gesamte Ballett wurde dann zwischen 1904 und 1906 in der Stepanov Notation festgehalten. Diese Dokumente gehören heute zur Sergeyev Collection der Harvard University.

### DerPas de Deux Le Corsaire

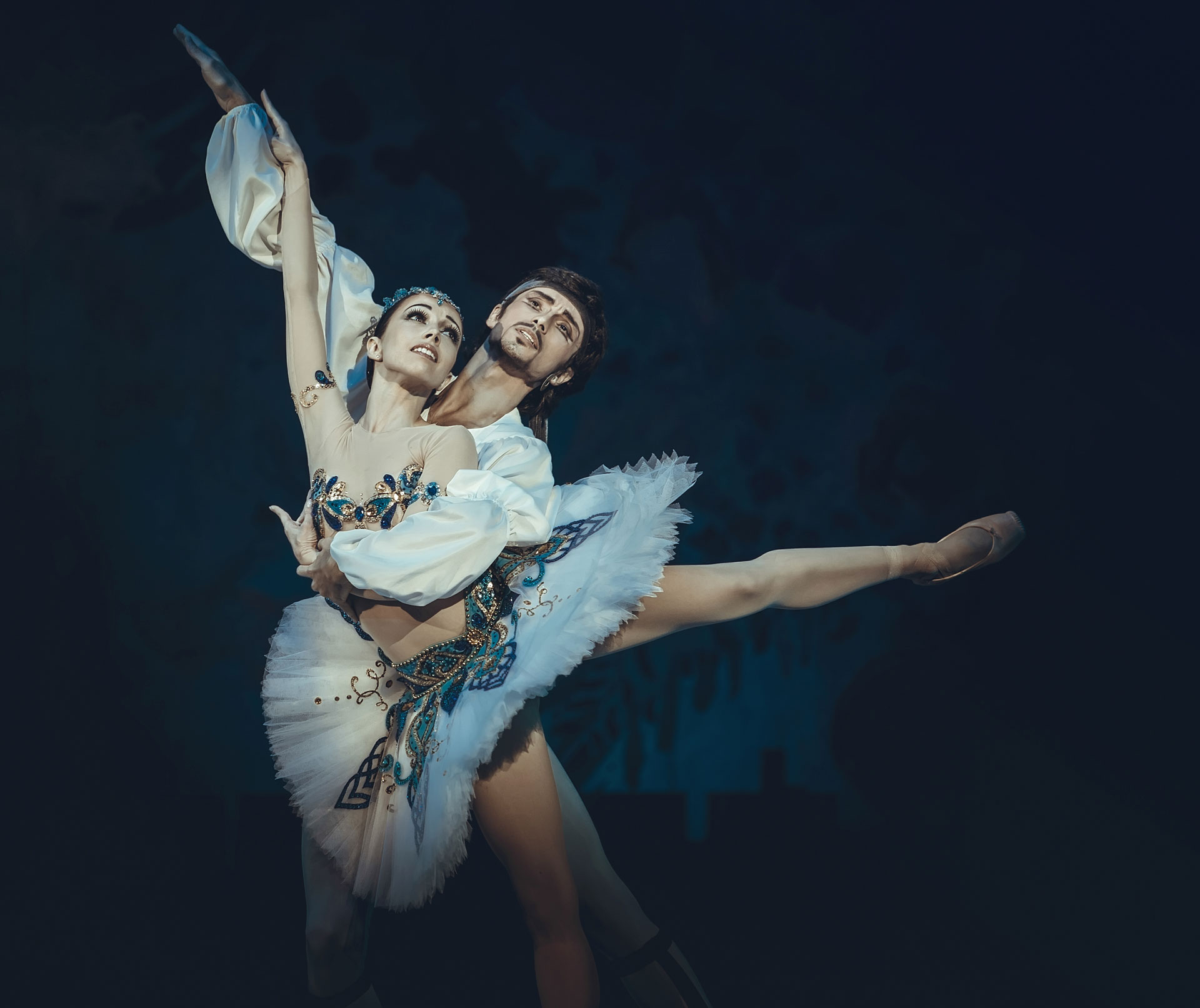
Alexander Stoyanow und Ekaterina Kuchar im Pas de deux Le Corsaire

Der berühmte „Le Corsaire-Pas de deux“, der heute auf vielen Galas und Wettbewerben getanzt wird, ist nicht von Petipa, und die Musik wurde auch nicht direkt für Le Corsaire komponiert. Dieser Pas de deux wurde erst 1915 von Samuil Andrianov, dem Lehrer von George Balanchine, für die Höhlenszene (eigtl. Akt 1,2) kreiert, als Ersatz für den von Drigo 1887 extra für diese Szene komponierten Pas de deux (siehe oben). 1915 tanzten Tamara Karsavina die Médora und Andrianov selber den Conrad, außerdem Anatoli Obukhov als zusätzlicher Cavalier. Der größte Teil der Musik wurde aus Werken von Riccardo Drigo zusammengestellt: das einleitende Adagio ist eine orchestrierte Fassung seiner Klavier-Nocturne Dream of Spring; die männliche Variation komponierte Drigo 1886 als Einlage für Petipas Ballett Trilby (von 1870); die weibliche Variation im Polka-Rhythmus komponierte Baron Boris Fitinhoff-Schell für Lev Ivanovs und Enrico Cecchettis Ballett Cinderella (1893); und die Coda stammt wieder von Drigo und entstand ursprünglich 1883 für das Ballett Pygmalion, oder Die Statue von Zypern.

### Spätere Aufführungen
Le Corsaire blieb auch im 20. und 21. Jahrhundert im Repertoire. Eine bedeutende Produktion wurde 2006 mit dem Bayerischen Staatsballett erarbeitet, dafür rekonstruierte Doug Fullington 25 Nummern aus der erhaltenen Petipa-Choreografie. Alexei Ratmansky und Yuri Burlaka brachten 2007 mit dem Bolschoi-Ballett eine Produktion von Le Corsaire heraus, die sich relativ stark an Petipas letzter Original-Revision von 1899 orientiert, auch bezüglich der Kostüme und Bühnenbilder.

## Berühmte Passagen
Einige Teile des Werks sind besonders bekannt und werden oft im Rahmen von Ballettabenden oder Wettbewerben aufgeführt, darunter der „Sklaventanz“ (Pas d'Esclave) aus dem 1. Akt oder „Der lebende Garten“ (Le jardin animé) aus dem 3. Akt.
Der berühmteste Ausschnitt dürfte der Grand Pas de deux aus dem 2. Akt sein, in dem der Sklave Ali mit Medora tanzt. Im Stückzusammenhang ist es ein pas de trois (Tanz zu dritt), da auch Conrad am Tanz teilnimmt.

## Fotografien

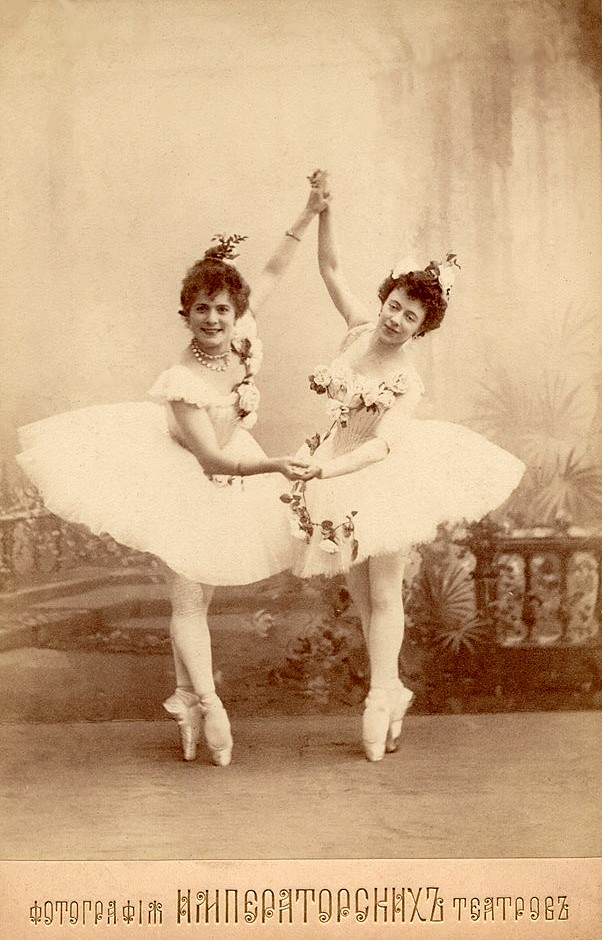
Pierina Legnani und Olga Preobraschenskaja in der Szene Der lebende Garten
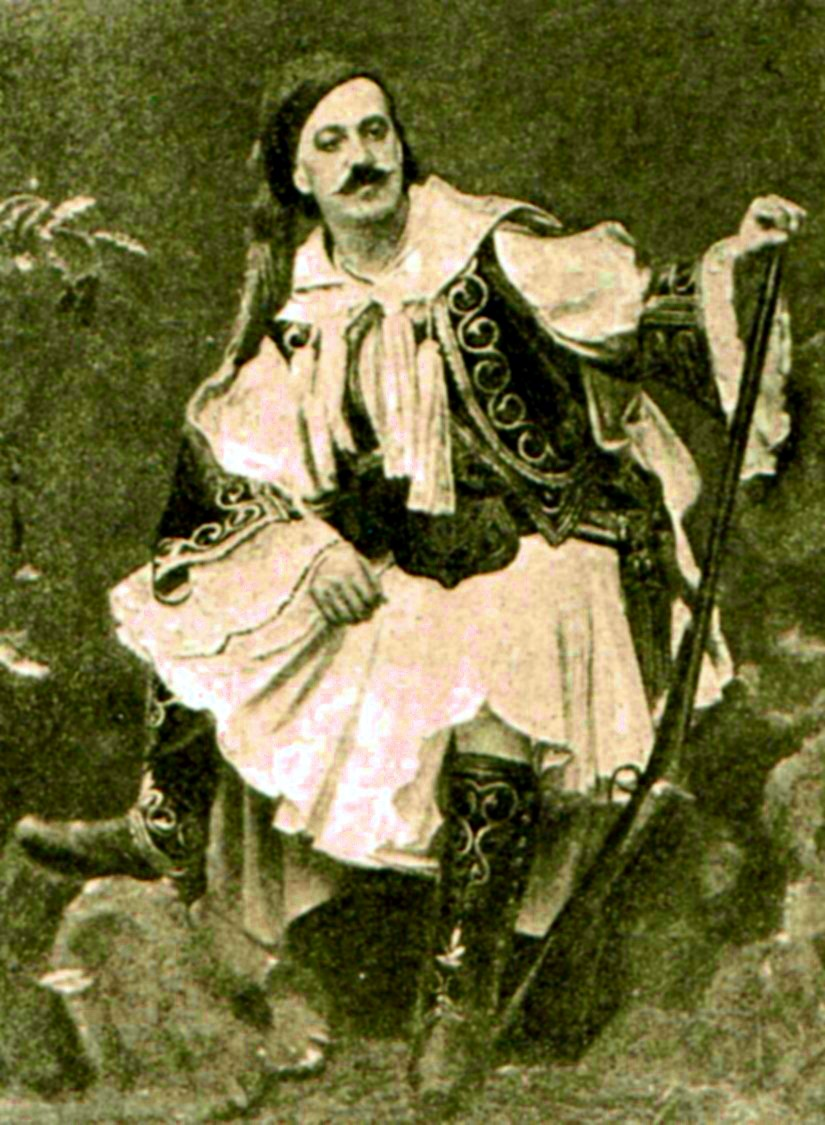
Lew Iwanowitsch Iwanow als Konrad in Le Corsaire
Marie Petipa und Sergei Legat (1900)

## Aufnahmen

### DVD
- Adolphe Adam: Le Corsaire, in der Choreographie von Manuel Legris (frei nach Marius Petipa). mit Maria Yakovleva (Médora), Robert Gabdullin (Conrad), Liudmila Konovanova (Gulnare) u. a.; Orchester der Wiener Staatsoper, Valeriy Ovsianikov (Naxos, 2016; DVD)

### CD
- Adolphe Adam: Le Corsaire. Einspielung der Originalversion von 1856 mit Einlagen von Léo Delibes (u. a. Pas des fleurs) von 1867. Mit dem English Chamber Orchestra unter Richard Bonynge (Decca, 1992; CD)
- Riccardo Drigo (u. a.): Pas de deux „Le Corsaire“ , auf CD Nr. 9 der 10-teiligen CD-Box: Fête du Ballet: ein Kompendium von Ballettraritäten, mit dem London Symphony Orchestra u. a., unter Leitung von Richard Bonynge. (Decca, o. J.; CD)